# Mediodactylus heterocercus
Espèce
Synonymes
- Gymnodactylus heterocercus Blanford, 1874
- Cyrtopodion heterocercus (Blanford, 1874)
- Mediodactylus heterocercum (Blanford, 1874)
- Mediodactylus heterocercum heterocercum (Blanford, 1874)
- Gymnodactylus heterocercus mardinensis Mertens, 1924
- Mediodactylus heterocercum mardinensis (Mertens, 1924)

Statut de conservation UICN

 LC  : Préoccupation mineure
Mediodactylus heterocercus est une espèce de geckos de la famille des Gekkonidae.

## Répartition
Cette espèce se rencontre en Iran, en Irak, en Syrie et en Turquie.

## Liste des sous-espèces
Selon The Reptile Database (11 avril 2013) :
- Mediodactylus heterocercus heterocercus (Blanford, 1874)
- Mediodactylus heterocercus mardinensis (Mertens, 1924)

## Publications originales
- Blanford, 1874 : Descriptions of new Reptilia and Amphibia from Persia and Baluchistán. Annals and magazine of natural history, ser. 4, vol. 14, p. 31-35 (texte intégral).
- Mertens, 1924 : Ein neuer Gecko aus Mesopotamien. Senckenbergiana, vol. 6, no 1/2, p. 84